# دنور (آیووا)
دنور (به انگلیسی: Denver) شهری در ایالت آیووا کشور ایالات متحده آمریکا است که جمعیت آن در سرشماری سال ۲۰۱۰ میلادی، ۱٬۷۸۰ نفر بوده‌است.